# Ras Elased Borealis
Ras Elased Borealis (mu Leonis) is een ster in het sterrenbeeld Leeuw (Leo).